# Lucile Morat
Lucile Morat (* 15. Juni 2001 in Romans-sur-Isère) ist eine ehemalige französische Skispringerin.

## Werdegang
Morat gab ihr internationales Debüt bei den Nordischen Skispielen der OPA 2014 in Gérardmer, bei denen sie im Einzel Rang neun und gemeinsam mit Océane Paillard und Marie Hoyau den vierten Rang erreichte. Ein Jahr später bei den Nordischen Skispielen 2015 in Seefeld in Tirol sprang Morat auf Rang zehn im Einzel und wurde mit der Mannschaft im Teamspringen Fünfte. Im März 2015 gab sie ihr Debüt im Skisprung-Alpencup und erreichte in Chaux-Neuve zwei 16. Plätze. Im August gewann sie das Nachwuchsspringen in Hinterzarten. Im September stand sie in Einsiedeln erstmals auf einem Podium im Alpencup. Diesen Erfolg wiederholte sie im Januar 2016 in Žiri. Bei den Nordischen Skispielen der OPA 2016 in Villach gewann Morat jeweils die Goldmedaille im Einzel. und mit der Mannschaft. Im März gab sie ihr Debüt im FIS-Cup und sprang im zweiten Springen von Harrachov als Siebente erstmals unter die Top 10. Den Winter 2015/16 beendete Morat mit zwei zweiten Plätzen in Baiersbronn sowie mit dem Gewinn der Französischen Meisterschaft in Courchevel. Am 26. August 2016 feierte sie ihr Debüt im Skisprung-Continental-Cup und gewann überraschend das Springen auf den Fichtelbergschanzen in Oberwiesenthal. Auch das zweite Springen am Folgetag konnte sie für sich entscheiden. Daraufhin reiste sie mit dem A-Kader zum Skisprung-Grand-Prix in Tschaikowski, wo sie sich nach überstandener Qualifikation im ersten Springen als 18. die ersten Punkte sicherte. Nach einer Disqualifikation im zweiten Springen beendete sie ihr Grand-Prix-Debüt als 31. der Gesamtwertung. Zum Winter 2016/17 wurde sie Teil des Kaders für den Skisprung-Weltcup und gewann als 12. beim Auftaktspringen in Lillehammer erste Weltcup-Punkte. Während der Saison holte sie insgesamt 158 Punkte und beendete den Gesamtweltcup als 24. Bei den Nordischen Skiweltmeisterschaften 2017 in Lahti belegte sie Platz 24 im Einzel- und Platz zehn im Mixed-Teamwettbewerb.
Am 18. August 2017 erreichte sie in Frenštát pod Radhoštěm erstmals das Podest bei einem Sommer-Grand-Prix-Springen. Sie wurde hinter Yūki Itō Zweite. Bei insgesamt fünf Starts während des Sommer-Grand-Prix 2017 erreichte sie immer die Top Ten und wurde mit 256 Punkten Vierte der Gesamtwertung. Am 16. Dezember 2017 nahm sie zusammen mit Léa Lemare, Julia Clair und Romane Dieu am ersten Frauen-Mannschaftsspringen in der Geschichte des Skisprung-Weltcups in Hinterzarten teil. Die französische Mannschaft landete dabei als Dritter auf dem Podium. Bei den Junioren-Weltmeisterschaften 2018 in Kandersteg belegte sie Platz vier im Einzelwettbewerb und gewann im Mannschaftswettbewerb zusammen mit Océane Paillard, Joséphine Pagnier und Romane Dieu die Bronzemedaille. Bei den Olympischen Winterspielen 2018 in Pyeongchang belegte sie im Einzelwettbewerb auf der Normalschanze den 21. Platz.
Bei den Junioren-Weltmeisterschaften 2019 in Lahti belegte sie den fünften Platz im Einzelwettbewerb und wurde sowohl mit der französischen Juniorinnen-Mannschaft als auch mit dem Mixed-Team jeweils Sechste. Anschließend nahm sie an den Nordischen Skiweltmeisterschaften 2019 in Seefeld in Tirol teil, erreichte im Einzelspringen den 33. Platz und wurde mit der französischen Frauenmannschaft Siebte im Mannschaftswettbewerb.
Morat gab Ende März 2021 ihr Karriereende bekannt. Ihren letzten Sprung absolvierte sie im Rahmen der französischen Meisterschaften in Courchevel.

## Erfolge

### Continental-Cup-Siege im Einzel
| Nr. | Datum           | Ort            | Typ           |
| --- | --------------- | -------------- | ------------- |
| 1.  | 26. August 2016 | Oberwiesenthal | Normalschanze |
| 2.  | 27. August 2016 | Oberwiesenthal | Normalschanze |

## Statistik

### Weltcup-Platzierungen
| Saison  | Platz | Punkte |
| ------- | ----- | ------ |
| 2016/17 | 24.   | 158    |
| 2017/18 | 29.   | 086    |
| 2018/19 | 28.   | 105    |
| 2019/20 | 46.   | 005    |

### Grand-Prix-Platzierungen
| Saison | Platz | Punkte |
| ------ | ----- | ------ |
| 2016   | 31.   | 013    |
| 2017   | 04.   | 256    |
| 2018   | 20.   | 055    |
| 2019   | 34.   | 010    |
| 2020   | 20.   | 011    |

### Continental-Cup-Platzierungen
| Saison  | Platz | Punkte |
| ------- | ----- | ------ |
| 2016/17 | 03.   | 200    |
| 2019/20 | 30.   | 107    |